# Kharpa
Kharpa (nep. खार्पा) – gaun wikas samiti we wschodniej części Nepalu w strefie Sagarmatha w dystrykcie Khotang. Według nepalskiego spisu powszechnego z 2001 roku liczył on 410 gospodarstw domowych i 2290 mieszkańców (1150 kobiet i 1140 mężczyzn).